# Deadlock (musikgrupp)
Deadlock är ett tyskt melodisk dödsmetal-band från Schwarzenfeld i Bayern som grundades 1997. 

## Medlemmar
Nuvarande medlemmar
- Sebastian Reichl – sologitarr, keyboard, bakgrundssång (1997– )
- John Gahlert – basgitarr (2009–2011), sång, growl (2011– )
- Ferdinand Rewicki – basgitarr (2011–2013), rytmgitarr, bakgrundssång (2013– )
- Werner Riedl – trummor (2014– )
- Chris (Christian Simmerl) – basgitarr (2015– )
- Margi Gerlitz – sång (2016– )

Tidigare medlemmar
- Mike – basgitarr (1997–1999)
- Johannes Prem – sång (1997–2011)
- Tobias "Tobi" Graf – trummor (1997–2014; död 2014)
- Hans-Georg Bartmann – basgitarr (1999–2002)
- Thomas Huschka – basgitarr (2002–2008)
- Thomas Gschwendner – gitarr (2002–2004)
- Gert Rymen – gitarr (2004–2013)
- Sabine Scherer – sång (2004–2016)

Turnerande medlemmar
- Kevin Heiderich – gitarr (2015– )
- Margi Gerlitz – sång (2014–2016)

## Diskografi
Demo
- Deadlock (1999)

Studioalbum
- The Arrival (2002)
- Earth.Revolt (2005)
- Wolves (2007)
- Manifesto (2008)
- Bizarro World (2011)
- The Arsonist (2013)
- Hybris (2016)

EP
- I'll Wake You, When Spring Awakes (2000)

Singlar
- "State of Decay" (2011)

Samlingsalbum
- The Re-Arrival (2014)

Annat
- Deadlock vs. Six Reasons To Kill (2003) (delad CD)